# Prolonging the Magic
Albums de Cake
Fashion Nugget Comfort Eagle
Prolonging the Magic est le troisième album studio de Cake, un groupe de rock alternatif californien, sorti en 1998. Il contient notamment le titre Never There, un des principaux succès du groupe. L'album fut enregistré après le départ du guitariste Greg Brown et du bassiste Victor Damiani. Damiani est remplacé par Gabriel Nelson, et Brown par plusieurs guitaristes dont Xan McCurdy qui deviendra plus tard membre à part entière du groupe. Album de la confirmation, Prolonging the Magic est certifié platine, tout comme son prédécesseur.

## Liste des pistes
1. Satan is my Motor (McCrea, Nelson, Pope) – 3:12
2. Mexico (McCrea) – 3:26
3. Never There (McCrea) – 2:44
4. Guitar (McCrea) – 3:40
5. You Turn the Screws (McCrea) – 4:00
6. Walk on By (McCrea) – 3:48
7. Sheep Go to Heaven (McCrea) – 3:48
8. When You Sleep (McCrea) – 3:58
9. Hem of Your Garment (McCrea) – 3:35
10. Alpha Beta Parking Lot (Di Fiore, McCrea) – 3:30
11. Let Me Go (Campilongo, McCrea) – 3:29
12. Cool Blue Reason (McCrea) – 3:27
13. Where Would I Be? (McCrea, Nelson, Snook) — 3:52

## Crédits
- John McCrea - chant, guitare acoustique et électrique, orgue et synthétiseur
- Gabriel Nelson - basse, mandoline, guitare électrique, piano
- Vincent DiFiore - trompette, chœur
- Todd Roper - batterie, percussions, chœur

- invité : Jim Campilongo - guitare électrique (Pistes 4, 6 et 11)
- invité : Richard Lyman - scie musicale (Piste 4)
- invité : David Palmer - clavier (Piste 9)
- invité : Xan McCurdy - guitare électrique (Piste 9)
- invité : Ben Morss - piano (Piste 5)
- invité : Chuck Prophet - guitare électrique (Pistes 4, 7 et 12)
- invité : Greg Vincent -  pedal steel guitar (Pistes 2, 6 et 8)
- invité : Rusty Miller - guitare électrique (Pistes 3, 6 et 11)
- invité : Tyler Pope - guitare électrique (Pistes 1, 2, 3, 4, 5, 8, 9, 10 et 11)